# Ghanja

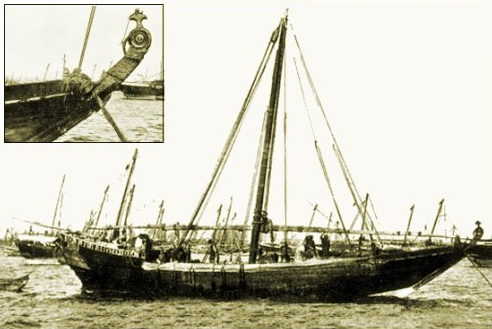
Eine Ghanja (1909)

Eine Ghanja oder  Kotia ist ein zwei- oder dreimastiges schnelles westarabisches Piraten- und Kriegsschiff, später auch ein Frachtsegler im östlichen Mittelmeer und dem Indischen Ozean und von der Küste Saudi-Arabien bis zur Malabarküste. Ghanjas waren schlanker und länger gebaut als andere Dautypen.
Auf der Dreimast-Ghanja war der Großmast nach vorn geneigt, der Bonaventurmast neigte sich nach achtern, der Besanmast stand senkrecht. Alle drei Maste waren mit trapezartigen Setteesegel an einer oberen schräggestellten Rah getakelt. Als Handelsschiff hatte es ein der Bagalla ähnelndes Heck und am Achtermast ein Gaffelsegel.
Zweimastige Ghanjas, die hauptsächlich seit Mitte des 18. Jahrhunderts gebaut wurden, hatten Maste mit einem parallelen Vorfall von circa 7°. Die Segelfläche betrug etwa 300 m2.
Der Schiffskörper hatte eine schlanke Form, deren Eindruck durch einen lang vorragenden Vorsteven und Hintersteven mit Spiegelheck verstärkt wurde. Die Länge über alles betrug circa 30 m, bei einer Kiellänge von 15,5 und einer Schwimmwasserlinie von 20,5 m.
Die Ghanja hatte eine Tragfähigkeit von 70 bis 200 t. 
Durch die relativ leichte Bauweise bei geringer Seitenhöhe hatten die Schiffe den für Segelschiffe dieser Größe geringen Tiefgang von etwa 2–2,5 m. 
Ähnliche arabische Schiffe, jedoch anderer Größenordnung waren Sambuke, Pattamar und Bagalla.